# 黄仁庭
黄仁庭（1911年—1982年），中国人民解放军将领、中国人民解放军开国少将。
曾任空军师长，升任山东省军区副司令员。1955年，授予中国人民解放军少将。